# Richard Branson
Richard Charles Nicholas Branson, född 18 juli 1950 i Blackheath, Lewisham, London, är en brittisk entreprenör och äventyrare. Han har grundat skivbolaget Virgin Records, flygbolaget Virgin Atlantic och rymdturistbolaget Virgin Galactic. Som äventyrare har han gjort flera försök att flyga jorden runt i luftballong och finansierat rekordflygplanet GlobalFlyer.

## Biografi
Richard Branson gick på Stowe School i Buckinghamshire och började sin företagaraktivitet där genom att starta en elevtidning. 1970 startade han som 20-åring ett bolag för skivförsäljning per postorder och kort därefter en skivaffär i London. 1972 bildade han skivbolaget Virgin Records tillsammans med Nik Powell. Bolagets första utgivning var Mike Oldfields Tubular Bells, som blev en stor kommersiell framgång. Bransons företag blev senare kontroversiellt genom att det gav ut skivor från grupper som Sex Pistols, vars kontrakt med EMI hade hävts på grund av att de ansågs för vulgära. Han bildade Virgin Atlantic Airways 1984 och har bildat ett antal andra företag som är verksamma i olika delar av världen.  1992 sålde Branson skivbolaget Virgin till EMI. Han  adlades av drottning Elizabeth 1999 för sina företagsframgångar.
2004 tillkännagav han att bildandet av ett bolag för rymdturism, Virgin Galactic.
Enligt The Sunday Times Rich List 2006 har han en förmögenhet på över 4 miljarder brittiska pund. Han har gästspelat som sig själv i flera TV-program och var stjärna i dokusåpan The Rebel Billionaire på Fox Television där han testade sexton tävlande i entreprenörsanda och äventyrslystnad. Branson skänkte 100 000 pund, drygt 1,3 miljoner kronor, till paret McCann (Madeleine-fallet) för att de skulle slippa sälja sitt hus för att betala sina advokatkostnader.
2014 vann han priset Oslo Business for Peace Award, för deras arbete i Virgin.
Branson är även dyslektiker och ser sig själv som ordblind.

## Politiskt engagemang

### Droger
I juni 2011 vände sig Richard Branson tillsammans med flera andra framstående personer i samhället, däribland Nobelpristagaren i litteratur Mario Vargas Llosa och FN:s tidigare generalsekreterare Kofi Annan till FN då de menar att kriget mot droger är ett enda stort misslyckande. Bland annat uppmanade de FN följande:
• Att det blir ett slut på kriminaliseringen och stigmatiseringen av personer som nyttjar droger men som inte skadar andra
• Att regeringar uppmuntras att testa legalisering av droger, i första hand marijuana.
• Att kampanjer som riktar sig till unga med budskapen "säg nej till droger" eller "nolltolerans mot droger" slopas, i stället bör andra utbildningsmetoder användas.

## Äventyr
Branson är känd för sina storslagna bedrifter som han använder i sin marknadsföring. Den luftballong som han har försökt flyga jorden runt med, "Virgin Atlantic Flyer," var den första luftballongen någonsin att korsa Atlanten. 1991 korsade Branson Stilla havet från Japan till Kanada. Flera av turerna genomfördes med Per Lindstrand. Tillsammans med Steve Fossett och Per Lindstrand flög han i december 1998 19 962 km i sitt försök att flyga runt jorden med en Rozière-ballong (kombinerad gas- och varmluftsballong).
I juli 2003 flög Branson med en kopia av den första flygfarkosten som var tyngre än luften, det glidflygplan som utformades av Sir George Cayley, vid dess originalplats i Yorkshire. I oktober 2003 försökte han tillsammans med Steve Fossett bryta rekordet för nonstopflygning runt jorden. Det nya flygplanet GlobalFlyer byggdes speciellt för detta ändamål och den 3 mars 2005 lyckades Fossett ta nytt världsrekord.
1 juli 2012 korsade Branson och ett team Engelska kanalen med kiteboards och han blev den äldsta personen hittills att göra detta. Resan tog 3 timmar och 45 minuter. Hans son Sam Branson slog även rekordet snabbaste tid över kanalen med 2 timmar och 18 minuter dagen innan. 
Branson flög med Spaceship Two den 11 juli 2021.